# Niní
A Niní egy argentin telenovella, ami 2009. szeptember 7-én debütált hazájában. Főszereplői: Florencia Bertotti, Federico Amador és Paula Morales.
Érdekesség, hogy a sorozat producere maga Florencia Bertotti és Guido Kaczka, valamint Martin Kweller.
A novella dalait ezúttal is a főszereplőnő énekli és a dalszövegeket ő is írta. A CD 2009. november 13-án jelent meg. Az "Arriba las ilusiones" című lemez a 3. helyen áll az argentin eladási listákon.

## Zene
A Niní CD 13 dalt és 2 klipet tartalmaz:
1. Arriba las ilusiones
2. No te importa
3. Eso no se hace
4. Reirse es gratis
5. Mamas del alma
6. No creo que pueda
7. Arriesgate
8. Mi enemigo conmigo
9. Que sensacion
10. Te amo mas
11. 4,3,2,1
12. Que sabes de mí
13. Mi Romeo
14. Clip-No te importa
15. Clip-Mi enemigo conmigo

## Szereplők
- Florencia Bertotti - Nina 'Niní' Gomez
- Federico Amador - Tomas Parker
- Paula Morales - Celina Martinez Paz
- Esteban Meloni - Victor Martinez Paz
- Héctor Díaz - Horacio Raymundi
- Juan Manuel Guilera - Martín Parker
- Melanie Chong - Chow Parker
- Iara Munoz - Sicilia Parker
- Sheyner Díaz Gómez - Chama-chan Parker
- Giselle Bonaffino - Lola Benitez
- Paula Sartor - Sofia
- Vanesa Butera - Carmen Juarez
- Maida Adrenacci - Victoria Acuña
- Sebastian Mogordoy - Angel Esposito
- Diego Gentile - Sebastian Gallardo
- Marta Paccamicci - Lupe
- Pablo Napoli - Don Gomez
- Esteban Masturini - Juan Esposito
- Antonia Bengoechea - Zoe
- Adriana Ferrer - Adelfa
- Juan Pablo Urrego - Tony
- Natalia Jascalevich - Thais
- Brenda Gandini - Jazmín
- Paula Chávez - Violeta
- Sofía Zamolo - Tamara
- Mario Pasik - Rey

## Történet
A történet Nina Gomez (Florencia Bertotti), azaz Niní, születésnapján kezdődik. Az önbizalomhiányos, balszerencsés, de jóakaratú lány egész életében Santa Juliana követségén élt nagyapjával, aki kertészként dolgozik. Niní aznap épp egy vizsgára igyekszik az ösztöndíjához , hogy kertészetet tanulhasson, hogy olyan legyen, mint a nagyapja. Ám a szerencse nem áll mellé és minden rosszul sül el. Ugyanezen a napon megérkezik az új nagykövet Tomas Parker (Federico Amador), akinek négy örökbefogadott gyereke van és mind különböző nemzetiségű: Martin (J.Manuel Guilera), Chow (Melanie Chong), Chama-Chan (Sheyner Diaz Gomez) és a kis Sicilia (Iara Muñoz), illetve velük tart még Tomas megátalkodott titkárnője is, Celina (Paula Morales). Ám a balszerencse újra megtalálja Ninít és el kell hagynia a nagykövetséget. A körülmények arra kényszerítik, hogy férfinak öltözve, mint Nicolas visszatérjen és Tomas sofőrje legyen, aki egy idő után Niní szívét is elrabolja.

## Színház
A sorozat színházi verzióját már sokszor előadták hazájában. A Niní - La Búsqueda 2010. január 24-én debütált Mar Del Plata-n. Az előadások időpontjai:
- 2010. január 24. – Mar Del Plata
- 2010. február 27. – Córdoba
- 2010. március 26–28. – Gran Rex, Buenos Aires
- 2010. április 1–4. – Gran Rex, Buenos Aires
- 2010. április 17–18. – Gran Rex, Buenos Aires
- 2010. május 15. – Rosario